# Myriopholis wilsoni
Espèce
Synonymes
- Leptotyphlops wilsoni Hahn, 1978

Statut de conservation UICN

 DD  : Données insuffisantes
Myriopholis wilsoni est une espèce de serpents de la famille des Leptotyphlopidae.

## Répartition
Cette espèce est endémique de l'île de Socotra au Yémen.	

## Étymologie
Cette espèce a été nommée en l'honneur de Don Ellis Wilson.

## Publication originale
- Hahn, 1978 : A brief review of the genus Leptotyphlops (Serpentes: Leptotyphlopidae) of Asia, with description of a new species. Journal of Herpetology, vol. 12, n. 4, p. 477-489.